# Стивън Бруст
Стивън Бруст (на английски: Steven Karl Zoltán Brust) е американски писател на фентъзи и научна фантастика от унгарски произход.
Известен е най-вече с романите си за наемния убиец Владимир (или както е по-известен Влад) Талтош. Към 2006 г. неговите книги са преведени на немски, руски, полски, холандски, чешки, френски, испански и иврит.
На 12 декември 2007 г., Тереса Нилсън обявява, че Бруст страда „от периодична и трудна за лечение инфекция“ на „костта разположена зад едното му око“.

## Книгите за Драгара
Поредицата за Влад Талтош се развива на друга планета, в империя населявана и управлявана от Драгарите, които са хуманоиди но се различават от хората заради високия си ръст и дълголетен живот (понякога по няколко хиляди години). Наричани понякога „елфи“ те се обръщат един към друг като „хора“. Драгарската империя контролира повечето от повърхността на планетата.
Влад Талтош е част от човешкото малцинство (познати на Драгарите като „източняци“), съществуващо като по-долна социална група в Империята. Влад също практикува и вещерство; фамилията му на унгарски означава свръхестествен човек във фолклора. Въпреки че е човек, Талтош е и гражданин на Империята заради баща си, който в стремежа си да придобие по-висок социален статус, купува титла в един от най-малко уважаваните Велики Драгарски Домове в Империята. Единственият от 17-те Домове, който предлага членство срещу заплащане, неслучайно поддържа и престъпна организация. Влад се доказва като учудващо успешен в тази организация. Независимо от това, че е едновременно човек и престъпник, Талтош се сдобива с няколко високопоставени приятели драгари и често бива въвлечен във важни събития.
Бруст е написал 11 книги от поредицата, която е замислена да достигне 19 романа, по един за всеки от Великите Домове, един за самия Влад и една финална книга за която Бруст казва че ще се нарича The Last Contract (на български – Последният договор). Първите три романа наподобяват детективски истории. Следващите книги са по-различни от първите три, но всички са фентъзи ориентирани, макар някои обяснения да напомнят за научна фантастика.

### В света наДрагара

#### Серия „Влад Талтош“ (Vlad Taltos)
(19 са планирани в тази поредица)
1. Джерег (1983)
2. Йенди (1984)
3. Текла (1987)
4. Талтош (1988)
5. Феникс (1990)
6. Атира (1993)
7. Орка (1996)
8. Дракон (1998)
9. Исола (2001)
10. Дзур (2006)
11. Джегала (2008)
12. Йорич (2010)
13. Тиаса (2011)
14. Ястреб (2014)
15. Валиста (2017)

Общи издания на Български език
1. Влад Талтош Убиец на свободна практика – том 1 (съдържа Джерег, Йенди и Текла), изд.: ИК „Бард“ (2004)
2. Влад Талтош Убиец на свободна практика – том 2 (съдържа Талтош, Феникс и Атира), изд.: ИК „Бард“ (2007)
3. Влад Талтош Убиец на свободна практика – том 3 (съдържа Орка, Дракон и Исола), изд.: ИК „Бард“
4. Влад Талтош Убиец на свободна практика – том 4 (съдържа Дзур, Джегала и Йорич), изд.: ИК „Бард“ (2011)
5. Влад Талтош Убиец на свободна практика – том 5 (съдържа Тиаса, Ястреб и Валиста), изд.: ИК „Бард“ (2019)

#### Серия „Кааврен“ (The Khaavren Romances)
- The Phoenix Guards (1991)
- Five Hundred Years After (1994)
- The Viscount of Adrilankha, публикувана на Английски език в 3 тома:
  1. The Paths of the Dead (2002)
  2. The Lord of Castle Black (2003)
  3. Sethra Lavode (2004)
- Самостоятелна книга
  - Brokedown Palace (роман) (1986)

### Други романи
- To Reign in Hell (1984)
- The Sun, the Moon, and the Stars (1987)
- Cowboy Feng's Space Bar and Grille (1990)
- The Gypsy (1992)
- Agyar (1993)
- Freedom & Necessity (1997)
- My Own Kind of Freedom (написана 2005, издадена 8 февруари 2008)